# Артилерийски системи за противокатерна отбрана
Артилерийски системи за противокатерна отбрана – артилерийски системи, предназначени за защита на корабите от малки бързоходни бойни катери и други самоходни плавателни средства (баркаси, надуваеми лодки, глисери, лодки и т.н.), които могат да действат в група или поединично.

## История
Със започването на 21 век артилерийските системи за противокатерна отбрана (АСПО) на корабите започват да се развиват все по-активно, поради нарасналата терористичекска заплаха за корабите, изходяща от бойни катери или други плавателни средства, на борда на които има терористи.
Опасността се увеличава, ако катере се управлява дистанционо или от терорист-смъртник. В случай на групово нападение опасността нараства. Някои специалисти смятат, че защита от „пчелния рояк“ на такива катери почти няма.
Сериозността на тази опасност се потвърждава от използването на бойни катери не само от терористи, но и от военноморските сили (ВМС) на някои страни. Така по данни към юни 2009 г. от Либия са купени от Кипър за нуждите на ВМС на Либия над 50 дистанционно управляеми бойни катери със скорост на хода около 30 възела, а Военноморските сили на Иран използват бойни катери за патрулиране в Персийския залив.
Проведените изпитания показват, че защитата на корабите от малки бързоходни бойни катери с помощта на малокалибрените установки на близката ПВО е малоефективна, поради недостатъчната далекобойност и точност на стрелбата. Поради това се разработват по-ефективни АСПО.

## Разработени артилерийски системи за противокатерна отбрана (АСПО)

### АСПО MLG-27
Дистанционно управляемата стабилизирана АСПО MLG-27 е разработена в Германия в края на 2003 г. Прототип става 27 mm авиационно оръдие ВК-27, което се използва на самолетите-щурмовици „Торнадо“ и „Тайфун“. АСПО MLG-27 ще замени артилерийските системи с автоматичните 20 mm установки „Рейнметал“ РН-2002 и „Бофорс“ 40/L70 на корабите от различен класа. До края на 2011 г. тези системи ще са 83.

### АСПО MLG-25
В АСПО MLG-25, разработена в началото на 2005 г. на основата на АСПО MLG-27, вместо автоматичната установка (АУ) ВК-27 е използвана 25 mm АУ „Бушмастър-1“. Боеприпаса в новата АУ е увеличен до 220 патрона. Възможно е използването на боеприпаси FARDS-T. Максималната ефективна далекобойност на стрелбата е до 2500 m.